# Kalužník
Kalužník (Peplis) je rod rostlin z čeledi kyprejovité. Je blízce příbuzný s rodem Lythrum (kyprej) a v současné taxonomii je do něj vřazován. Kalužníky jsou drobné byliny s jednoduchými, většinou vstřícnými listy a nenápadnými, drobnými květy. Vyskytují se v počtu asi 5 druhů v Evropě, Asii a severní Africe. V České republice roste jediný druh, kalužník šruchový.

## Popis
Kalužníky jsou jednoleté nebo přezimující, drobné, lysé byliny s plazivými nebo poléhavými a vystoupavými lodyhami. Listy jsou jednoduché, většinou vstřícné nebo řidčeji střídavé, krátce řapíkaté nebo přisedlé, s obvejčitou až kopisťovitou čepelí. Palisty jsou velmi drobné, v podobě párových žlázek. Květy jsou šestičetné, drobné, krátce stopkaté, jednotlivé nebo po 2 v úžlabích listů, podepřené 2 drobnými listenci. Češule je miskovitá nebo zvonkovitá. Kalich je zakončen 6 laloky, mezi nimiž jsou přívěsky kalíšku. Korunní lístky jsou drobné a záhy opadavé nebo zcela chybějí. Tyčinek je 6 nebo jen 2. Semeník obsahuje 2 neúplně předělené komůrky s mnoha vajíčky a nese velmi krátkou čnělku. Plodem je nepravidelně pukající tobolka s mnoha drobnými semeny.

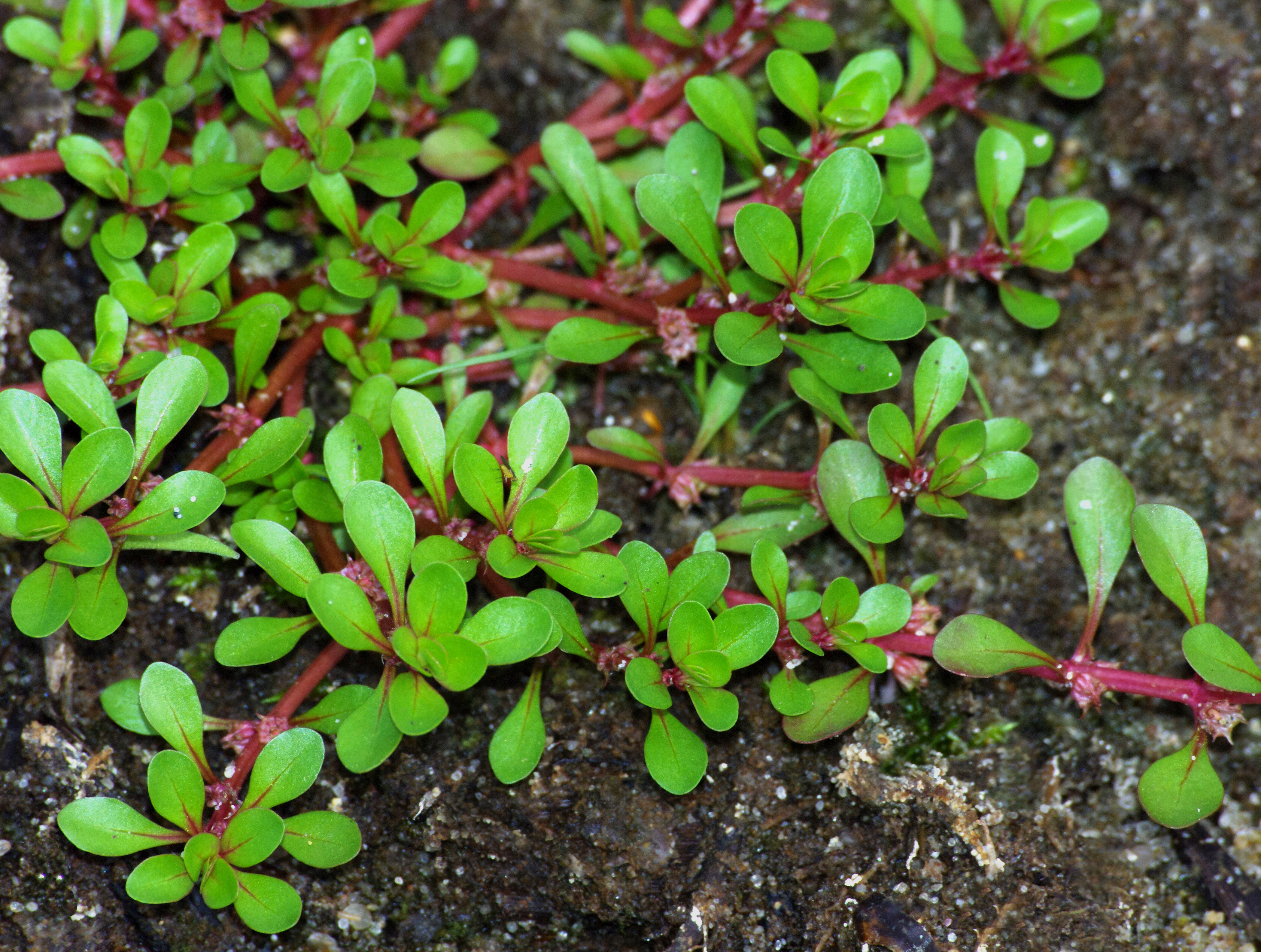
Kalužník šruchový
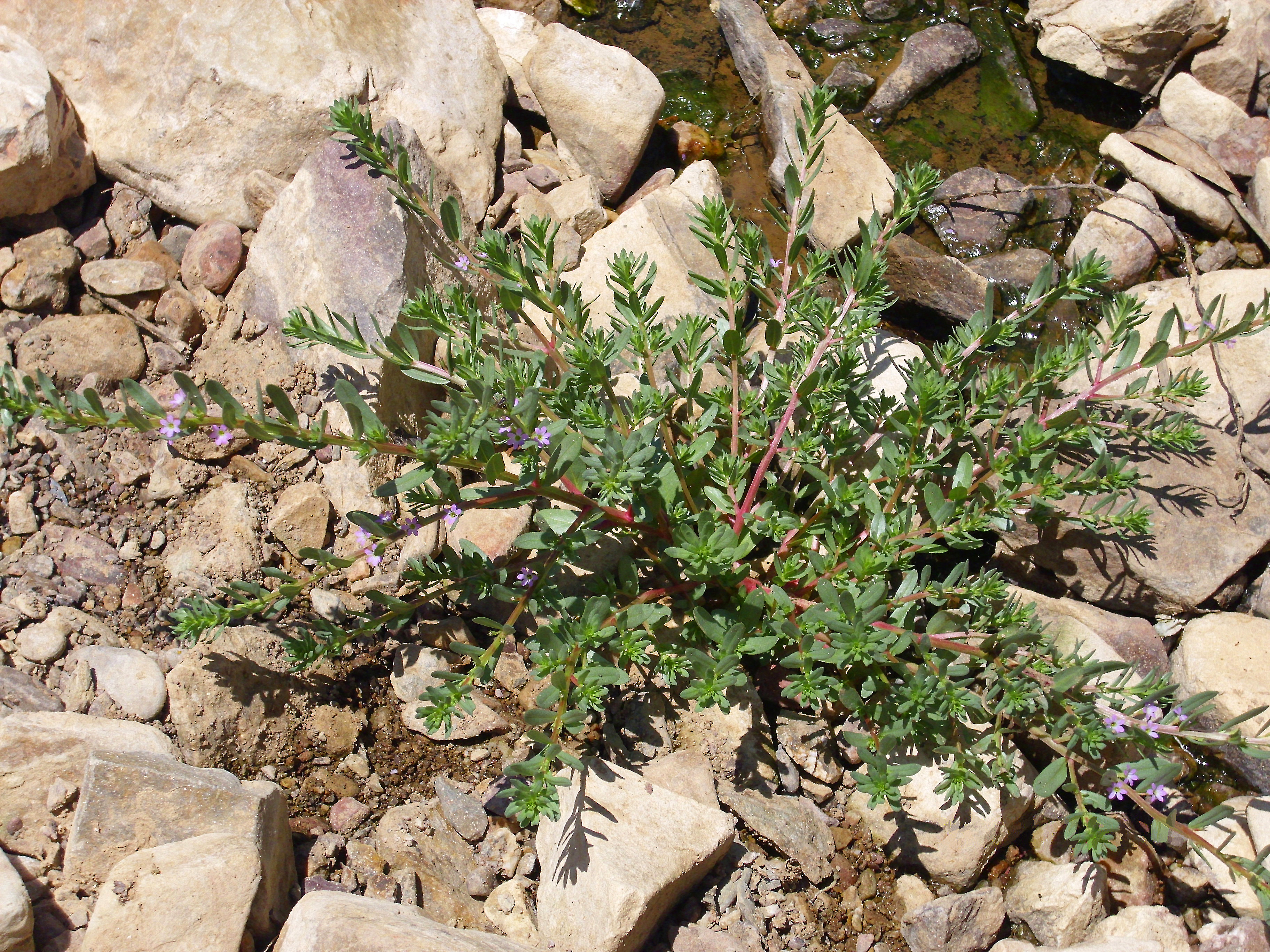
Kalužník Peplis nummulariifolia (syn. Lythrum borysthenicum)

## Rozšíření
Rod kalužník je rozšířen na severní polokouli. Počet druhů se v různých zdrojích různí, nejčastěji je udáváno 5 nebo 1 až 3 druhy. Je rozšířen v Evropě, Asii a sporadicky v severní Africe.
V České republice se vyskytuje jediný druh, kalužník šruchový (Peplis portula, syn. Lythrum portula). Ve Středomoří dále roste druh Peplis nummulariifolia (syn. Lythrum borysthenicum) a v Rusku Peplis alternifolia (syn. Lythrum volgense).

## Ekologické interakce
Suchá semena jsou hladká, po navlhčení se na hřbetní straně jejich povrchu objevují vláskovité papily, vytvářející se prodlužováním buněk vrchní vrstvy osemení.

## Taxonomie
Rod Peplis je v aktuální taxonomii zpravidla vřazován do rodu Lythrum.

## Prehistorie
Pyl podobný pylu kalužníku je znám již z období střední křídy.

## Zástupci
- kalužník šruchový (Peplis portula, syn. Lythrum portula)